# Campeonato Brasileiro Série A 1993
Die Campeonato Brasileiro Série A 1993 war die 37. Spielzeit der höchsten brasilianischen Fußballliga, der Série A.

## Saisonverlauf
Die Série A startete am 4. September 1993 in ihre neue Saison und endete am 19. Dezember 1993. Die Meisterschaft wurde vom nationalen Verband CBF ausgerichtet.
Modus

1. Runde: Zunächst traten die Vereine in vier Gruppen (A – D) zu je acht Mannschaften an und spielten hier in Hin- und Rückspiel gegeneinander. In den Gruppen A und B spielten die vermeintlich stärkeren Vereine gegeneinander. Dieses waren die Mitglieder des Clube dos 13 plus den drei bestplatzierten Nichtmitgliedern aus der Saison 1992 (Bragantino, Sport und Guarani). Die jeweils drei Gruppenbesten qualifizierten sich für die zweite Runde. In den Gruppen C und D spielten die schwächeren Vereine gegeneinander. Hier qualifizierten sich die jeweils zwei Gruppenbesten für eine Playoff-Runde. Die beiden Sieger dieser Runde vervollständigten das Feld für die zweite Runde. Die jeweils vier schlechtesten Mannschaften aus den Gruppen C und D mussten für die Saison 1994 in die Série B absteigen.
2. Runde: Die acht Mannschaften traten in zwei Gruppen (E – F) zu je vier Mannschaften an und spielten hier in Hin- und Rückspiel gegeneinander. Die Gruppensieger qualifizierten sich direkt fürs Finale.
Gesamttabelle: Aus den Ergebnissen der ersten und zweiten Runde wurde eine Gesamttabelle gebildet.
Nach der Saison wurden wie jedes Jahr Auszeichnungen an die besten Spieler des Jahres vergeben. Der „Goldene Ball“, vergeben von der Sportzeitschrift Placar, ging an César Sampaio vom SE Palmeiras. Torschützenkönige wurde Guga mit 15 Treffern.
Für die Copa Libertadores 1994 qualifizierten sich der SE Palmeiras als Meister 1993 und Cruzeiro EC als Pokalsieger 1993 sowie der FC São Paulo als Titelverteidiger.
Anfang 1994 klagte der América Mineiro vor einem Zivilgericht gegen seinen Abstieg in die Série B. Aufgrund des Ganges vor ein Zivilgericht, wurde der Club für zwei Jahre vom Meisterschaftswettbewerb ausgeschlossen. 1996 durfte er wieder in der Série B antreten.

## 1. Runde
Gruppe A
| Pl. | Verein           | Sp. | S  | U | N  | Tore  | Diff. | Punkte |
| --- | ---------------- | --- | -- | - | -- | ----- | ----- | ------ |
| 01. | SC Corinthians   | 14  | 10 | 4 | 0  | 27:8  | + 19  | 24     |
| 02. | FC São Paulo     | 14  | 5  | 7 | 2  | 19:12 | + 07  | 17     |
| 03. | CR Flamengo (M)  | 14  | 6  | 4 | 4  | 17:16 | + 01  | 16     |
| 04. | Cruzeiro EC      | 14  | 6  | 2 | 6  | 22:15 | + 07  | 14     |
| 05. | SC Internacional | 14  | 5  | 4 | 5  | 17:20 | - 03  | 14     |
| 06. | CA Bragantino    | 14  | 2  | 9 | 3  | 18:16 | + 02  | 13     |
| 07. | EC Bahia         | 14  | 2  | 4 | 8  | 10:29 | - 19  | 8      |
| 08. | Botafogo FR      | 14  | 3  | 2 | 10 | 7:21  | - 14  | 6      |

| (M) | Meister des Vorjahres |

Gruppe B
| Pl. | Verein           | Sp. | S  | U | N  | Tore  | Diff. | Punkte |
| --- | ---------------- | --- | -- | - | -- | ----- | ----- | ------ |
| 1.  | SE Palmeiras     | 14  | 10 | 2 | 2  | 27:14 | + 13  | 22     |
| 2.  | FC Santos        | 14  | 8  | 4 | 3  | 24:14 | + 10  | 20     |
| 3.  | Guarani FC       | 14  | 7  | 5 | 2  | 21:13 | + 08  | 19     |
| 4.  | Grêmio FBPA      | 14  | 6  | 3 | 5  | 20:17 | + 03  | 15     |
| 5.  | CR Vasco da Gama | 14  | 5  | 3 | 6  | 19:20 | - 01  | 13     |
| 6.  | Sport Recife     | 14  | 4  | 3 | 7  | 10:21 | - 11  | 11     |
| 7.  | Fluminense FC    | 14  | 3  | 2 | 9  | 18:26 | - 08  | 8      |
| 8.  | Atlético Mineiro | 14  | 1  | 2 | 11 | 7:21  | - 14  | 4      |

Gruppe C
| Pl. | Verein             | Sp. | S | U | N | Tore  | Diff. | Punkte |
| --- | ------------------ | --- | - | - | - | ----- | ----- | ------ |
| 01. | EC Vitória         | 14  | 9 | 2 | 3 | 27:14 | + 13  | 20     |
| 02. | Clube do Remo      | 14  | 8 | 1 | 5 | 28:17 | + 11  | 17     |
| 03. | Paysandu SC        | 14  | 6 | 5 | 3 | 15:13 | + 02  | 17     |
| 04. | Náutico Capibaribe | 14  | 5 | 4 | 5 | 14:18 | - 04  | 14     |
| 05. | Ceará SC           | 14  | 6 | 1 | 7 | 16:19 | - 03  | 13     |
| 06. | Santa Cruz FC      | 14  | 5 | 2 | 7 | 20:17 | + 03  | 12     |
| 07. | Goiás EC           | 14  | 2 | 6 | 6 | 12:22 | - 10  | 10     |
| 08. | Fortaleza EC       | 14  | 2 | 5 | 7 | 11:23 | - 12  | 9      |

Gruppe D
| Pl. | Verein               | Sp. | S | U | N | Tore  | Diff. | Punkte |
| --- | -------------------- | --- | - | - | - | ----- | ----- | ------ |
| 01. | Portuguesa           | 14  | 7 | 3 | 4 | 23:16 | + 07  | 17     |
| 02. | Paraná Clube         | 14  | 6 | 5 | 3 | 17:11 | + 06  | 17     |
| 03. | União São João EC    | 14  | 6 | 4 | 4 | 21:11 | + 10  | 16     |
| 04. | Criciúma EC          | 14  | 6 | 3 | 5 | 18:20 | - 02  | 15     |
| 05. | América Mineiro      | 14  | 4 | 6 | 4 | 18:18 | 0     | 14     |
| 06. | Coritiba FC          | 14  | 3 | 7 | 4 | 10:15 | - 05  | 13     |
| 07. | Athletico Paranaense | 14  | 3 | 6 | 5 | 14:16 | - 02  | 12     |
| 08. | AD Ferroviária       | 14  | 1 | 6 | 7 | 9:23  | - 14  | 8      |

## Playoff Gruppe C und D
|               | Gesamt |            | Hinspiel | Rückspiel |
| ------------- | ------ | ---------- | -------- | --------- |
| Paraná Clube  | 1:1    | EC Vitória | 1:1      | 0:0       |
| Clube do Remo | 5:4    | Portuguesa | 5:2      | 0:2       |

## 2. Runde
Gruppe E
| Pl. | Verein          | Sp. | S | U | N | Tore  | Diff. | Punkte |
| --- | --------------- | --- | - | - | - | ----- | ----- | ------ |
| 01. | EC Vitória      | 6   | 2 | 4 | 0 | 11:9  | + 2   | 8      |
| 02. | SC Corinthians  | 6   | 2 | 3 | 1 | 11:10 | + 1   | 7      |
| 03. | FC Santos       | 6   | 1 | 3 | 2 | 11:12 | - 1   | 5      |
| 04. | CR Flamengo (M) | 6   | 0 | 4 | 2 | 6:8   | - 2   | 4      |

| (M) | Meister des Vorjahres |

Gruppe F
| Pl. | Verein        | Sp. | S | U | N | Tore  | Diff. | Punkte |
| --- | ------------- | --- | - | - | - | ----- | ----- | ------ |
| 01. | SE Palmeiras  | 6   | 4 | 2 | 0 | 10:3  | + 07  | 10     |
| 02. | FC São Paulo  | 6   | 4 | 1 | 1 | 8:5   | + 03  | 9      |
| 03. | Guarani FC    | 6   | 1 | 1 | 4 | 12:12 | 0     | 3      |
| 04. | Clube do Remo | 6   | 0 | 2 | 4 | 4:14  | - 10  | 2      |

## Finale

### Hinspiel
| EC Vitória                                                 | EC Vitória | SE Palmeiras | SE Palmeiras |
| ---------------------------------------------------------- | --- | --- | ------------ |
| EC Vitória                                                 | \| 12. Dezember 1993 in Salvador (Bahia) (Estádio Fonte Nova) \| \| Ergebnis: 0:1 (0:0) \| \| Zuschauer: 77.772 \| \| Schiedsrichter: Renato Marsiglia \|                      | \| 12. Dezember 1993 in Salvador (Bahia) (Estádio Fonte Nova) \| \| Ergebnis: 0:1 (0:0) \| \| Zuschauer: 77.772 \| \| Schiedsrichter: Renato Marsiglia \|     | SE Palmeiras |
| EC Vitória                                                 | Dida, Rodrigo, João Marcelo (Evandro), China, Renato Martins, Gil Sergipano, Roberto Cavalo, Paulo Isidoro (Gerônimo), Claudinho, Alex Alves, Pichetti Cheftrainer: Fito Neves | Sérgio, Cláudio (Amaral), Zago, Cléber, Roberto Carlos, César Sampaio, Mazinho, Zinho, Edílson (Jean Carlo), Edmundo, Evair Cheftrainer: Vanderlei Luxemburgo | SE Palmeiras |
| EC Vitória                                                 | 0:1 Edílson (78.) | | SE Palmeiras |
| EC Vitória                                                 | China, Alex Alves, Pichetti | Amaral, César Sampaio, Mazinho, Jean Carlo | SE Palmeiras |
| 12. Dezember 1993 in Salvador (Bahia) (Estádio Fonte Nova) | | |              |
| Ergebnis: 0:1 (0:0)                                        | | |              |
| Zuschauer: 77.772                                          | | |              |
| Schiedsrichter: Renato Marsiglia                           | | |              |

### Rückspiel
| SE Palmeiras                                         | SE Palmeiras | EC Vitória | EC Vitória |
| ---------------------------------------------------- | --- | --- | ---------- |
| SE Palmeiras                                         | \| 19. Dezember 1993 in São Paulo (Estádio do Pacaembu) \| \| Ergebnis: 2:0 (2:0) \| \| Zuschauer: 88.644 \| \| Schiedsrichter: Márcio Rezende de Freitas \| | \| 19. Dezember 1993 in São Paulo (Estádio do Pacaembu) \| \| Ergebnis: 2:0 (2:0) \| \| Zuschauer: 88.644 \| \| Schiedsrichter: Márcio Rezende de Freitas \|                         | EC Vitória |
| SE Palmeiras                                         | Sérgio, Gil Baiano, Zago, Cléber (Tonhão), Roberto Carlos, César Sampaio, Mazinho, Zinho, Edílson, Edmundo, Evair (Sorato) Cheftrainer: Vanderlei Luxemburgo | Dida, Rodrigo, João Marcelo, China, Renato Martins, Gil Sergipano, Roberto Cavalo, Paulo Isidoro, Claudinho, Alex Alves, Giuliano (Fabinho Santos) (Evandro) Cheftrainer: Fito Neves | EC Vitória |
| SE Palmeiras                                         | 1:0 Evair (4.) 2:0 Edmundo (23.) | | EC Vitória |
| SE Palmeiras                                         | Rodrigo, João Marcelo, Renato Martins | | EC Vitória |
| SE Palmeiras                                         | China (54.) | | EC Vitória |
| 19. Dezember 1993 in São Paulo (Estádio do Pacaembu) | | |            |
| Ergebnis: 2:0 (2:0)                                  | | |            |
| Zuschauer: 88.644                                    | | |            |
| Schiedsrichter: Márcio Rezende de Freitas            | | |            |

## Abschlusstabelle
Die Tabellen diente lediglich zur Feststellung der Platzierung der einzelnen Mannschaften in der Saison. Sie setzt sich zusammen aus allen ausgetragenen Spielen, mit Ausnahme der Spiele aus der Playoff-Runde. Die Mitglieder der Gruppen A und B sind vorrangig vor denen der Gruppen C und D, auch wenn diese bei gleicher Spielanzahl mehr Punkte erreicht haben sollten.
| Pl. | Verein               | Sp. | S  | U  | N  | Tore  | Diff. | Punkte |
| --- | -------------------- | --- | -- | -- | -- | ----- | ----- | ------ |
| 01. | SE Palmeiras (M)     | 22  | 16 | 04 | 02 | 40:17 | + 23  | 36     |
| 02. | EC Vitória           | 24  | 11 | 08 | 05 | 39:27 | + 12  | 30     |
| 03. | SC Corinthians       | 20  | 12 | 07 | 01 | 38:18 | + 20  | 31     |
| 04. | FC São Paulo         | 20  | 09 | 08 | 03 | 27:17 | + 10  | 26     |
| 05. | FC Santos            | 20  | 09 | 07 | 04 | 35:26 | + 09  | 25     |
| 06. | Guarani FC           | 20  | 08 | 06 | 06 | 33:25 | + 08  | 22     |
| 07. | Clube do Remo        | 22  | 09 | 03 | 10 | 37:35 | + 02  | 21     |
| 08. | CR Flamengo          | 20  | 06 | 08 | 06 | 23:24 | - 01  | 20     |
| 09. | Portuguesa           | 16  | 08 | 03 | 05 | 27:21 | + 06  | 19     |
| 10. | Paraná Clube         | 16  | 06 | 07 | 03 | 18:12 | + 06  | 19     |
| 11. | Grêmio FBPA          | 14  | 06 | 03 | 05 | 20:17 | + 03  | 15     |
| 12. | Cruzeiro EC          | 14  | 06 | 02 | 06 | 22:15 | + 07  | 14     |
| 13. | SC Internacional     | 14  | 05 | 04 | 05 | 17:20 | - 03  | 14     |
| 14. | CA Bragantino        | 14  | 02 | 09 | 03 | 18:16 | + 02  | 13     |
| 15. | CR Vasco da Gama     | 14  | 05 | 03 | 06 | 19:20 | - 01  | 13     |
| 16. | Sport Recife         | 14  | 04 | 03 | 07 | 10:21 | - 11  | 11     |
| 17. | Fluminense FC        | 14  | 03 | 02 | 09 | 18:26 | - 08  | 8      |
| 18. | EC Bahia             | 14  | 02 | 04 | 08 | 10:29 | - 19  | 8      |
| 19. | Botafogo FR          | 14  | 02 | 02 | 10 | 7:21  | - 14  | 6      |
| 20. | Atlético Mineiro     | 14  | 01 | 02 | 11 | 7:21  | - 14  | 4      |
| 21. | Paysandu SC          | 14  | 06 | 05 | 03 | 15:13 | + 02  | 17     |
| 22. | União São João EC    | 14  | 06 | 04 | 04 | 21:11 | + 10  | 16     |
| 23. | Criciúma EC          | 14  | 06 | 03 | 05 | 18:20 | - 02  | 15     |
| 24. | Náutico Capibaribe   | 14  | 05 | 04 | 05 | 14:18 | - 04  | 14     |
| 25. | América Mineiro      | 14  | 04 | 06 | 04 | 18:18 | 0     | 14     |
| 26. | Ceará SC             | 14  | 06 | 01 | 07 | 16:19 | - 03  | 13     |
| 27. | Coritiba FC          | 14  | 03 | 07 | 04 | 10:15 | - 05  | 13     |
| 28. | Santa Cruz FC        | 14  | 05 | 02 | 07 | 20:17 | + 03  | 12     |
| 29. | Athletico Paranaense | 14  | 03 | 06 | 05 | 14:16 | - 02  | 12     |
| 30. | Goiás EC             | 14  | 02 | 06 | 06 | 12:22 | - 10  | 10     |
| 31. | Fortaleza EC         | 14  | 02 | 05 | 07 | 11:23 | - 12  | 9      |
| 32. | AD Ferroviária       | 14  | 01 | 06 | 07 | 9:23  | - 14  | 8      |

| (M) | Meister des Vorjahres |

## Torschützenliste
| Pl. | Nat.        | Spieler | Verein      | Tore    |
| --- | ----------- | ------- | ----------- | ------- |
| 1   | Brasilianer | Guga    | Botafogo    | 15 Tore |
| 2   | Brasilianer | Clóvis  | Guarani     | 13 Tore |
| 3   | Brasilianer | Ronaldo | Cruzeiro    | 12 Tore |
| 4   | Brasilianer | Edmundo | Palmeiras   | 11 Tore |
| 4   | Brasilianer | Rivaldo | Corinthians | 11 Tore |

Liste der Fußball-Torschützenkönige Série A (Brasilien)